# QV66
QV66 (англ. Queen Valley № 66) — скальная гробница царицы Нефертари, Великой царской супруги Рамзеса II (XIX династия), наиболее известная гробница в Долине цариц. Усыпальница — первая полностью оформленная в Долине цариц — называется Сикстинской капеллой Древнего Египта. Настенные росписи выполнены искусно в стиле царских усыпальниц, что выделяет QV66 среди усыпальниц вельмож и принцев того времени.

## Обнаружение
Усыпальницу обнаружил в 1904 году Эрнесто Скиапарелли, который в 1903—1905 годах первым провёл систематические раскопки в Долине цариц. Проникнув внутрь, Скиапарелли заметил следы грабежа разорителей гробниц, которые оставили немного артефактов, выставленных ныне в Египетском музее Турина, руководителем которого Скиапарелли был.
В погребальной камере лежали фрагменты разбитого мародёрами саркофага, который удалось собрать. В одной из четырёх ниш здесь стоял джед. К другим находкам относятся многочисленные ушебти, пара пальмовых сандалий, две резные крышки с коробок и ручка из голубого фаянса с картушем фараона Эйе из XVIII династии.

## Архитектура
Гробница представляет собой две камеры. Ось гробницы проходит с юга на север, что не отвечает египетской архитектурной традиции, согласно которой погребальная камера с саркофагом располагается на западе. Как и для собственной гробницы (KV7) Рамсес II выбрал для Нефертари концепцию декорирования, принятую в период до Эхнатона. Ещё одной отличительной особенностью усыпальницы является наличие столбов, которых не встречается в предыдущих гробницах Долины цариц.

## Росписи
На стенах цитируется Книга мёртвых и Книга врат, чьи высказывания и иллюстрации часто в те времена копировали многие вельможи. Росписи характерные лишь для гробниц фараонов находят место в QV66: потолок в виде звёздного неба, изображения растений-символов Верхнего и Нижнего Египта (лотос и папирус и богиня Маат).
Настенные росписи гробницы следуют определённым иконографическим канонам. Рисунки изображают путешествие покойного по осям: с запада, где находится царство Осириса, на восток, где душа воскресает с солнцем Ра.

## Реставрация
Пористая порода стен в гробнице Нефертари от прикосновений, воздействия воды и растворенных в ней солей привели к угрозе полнейшей утрате росписей.
С сентября 1985 года Верховный совет древностей Египта и Центр Гетти (GCI) приступили к спасению росписей, 20 % которых к тому моменту безвозвратно пропали. Спустя 7 лет исследований и 5 лет реставрационных работ весной 1992 года операция по спасению уникальных росписей окончилась.

## Галерея

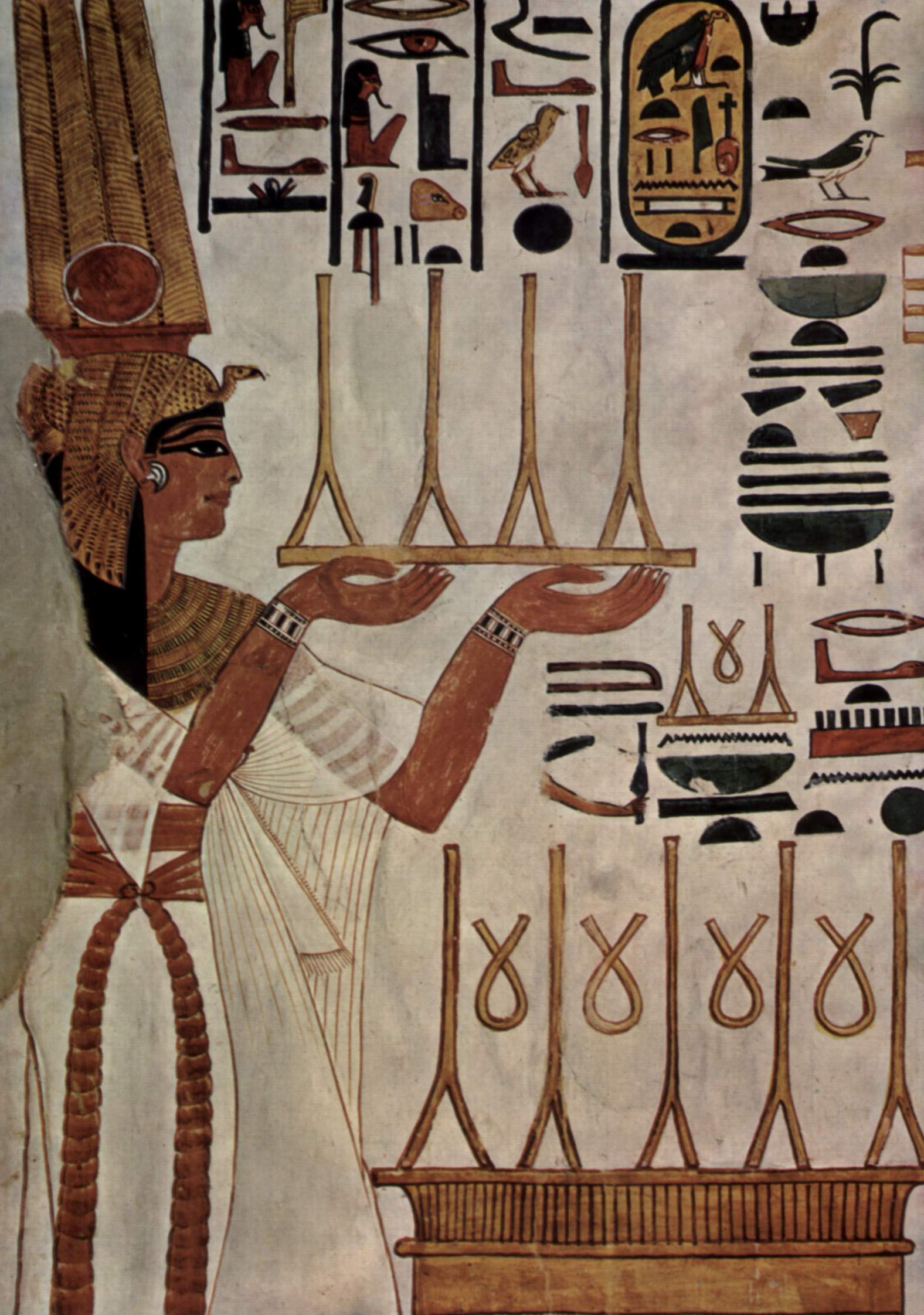
Нефертари подносит дары богам
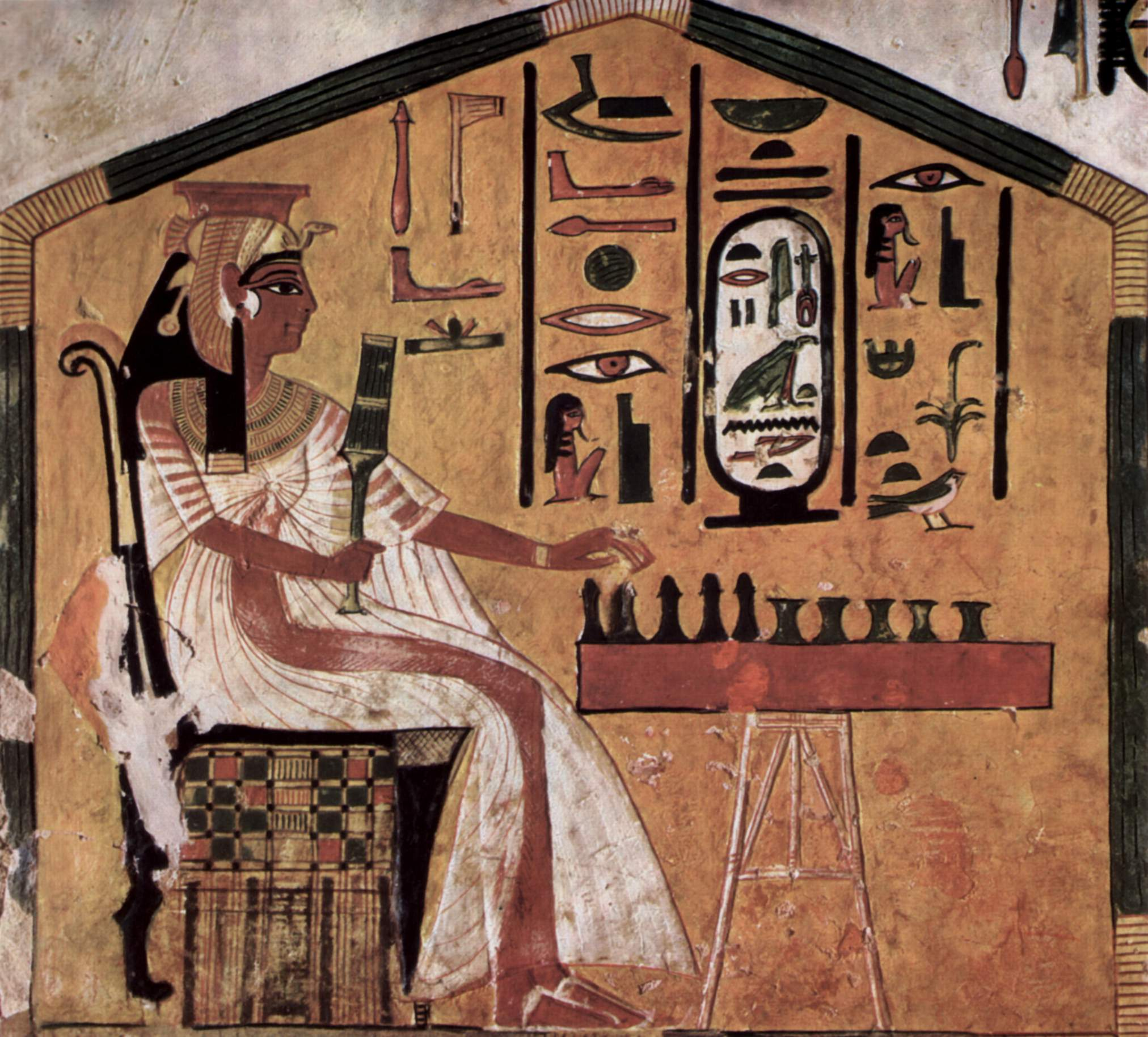
Нефертари играет в сенет
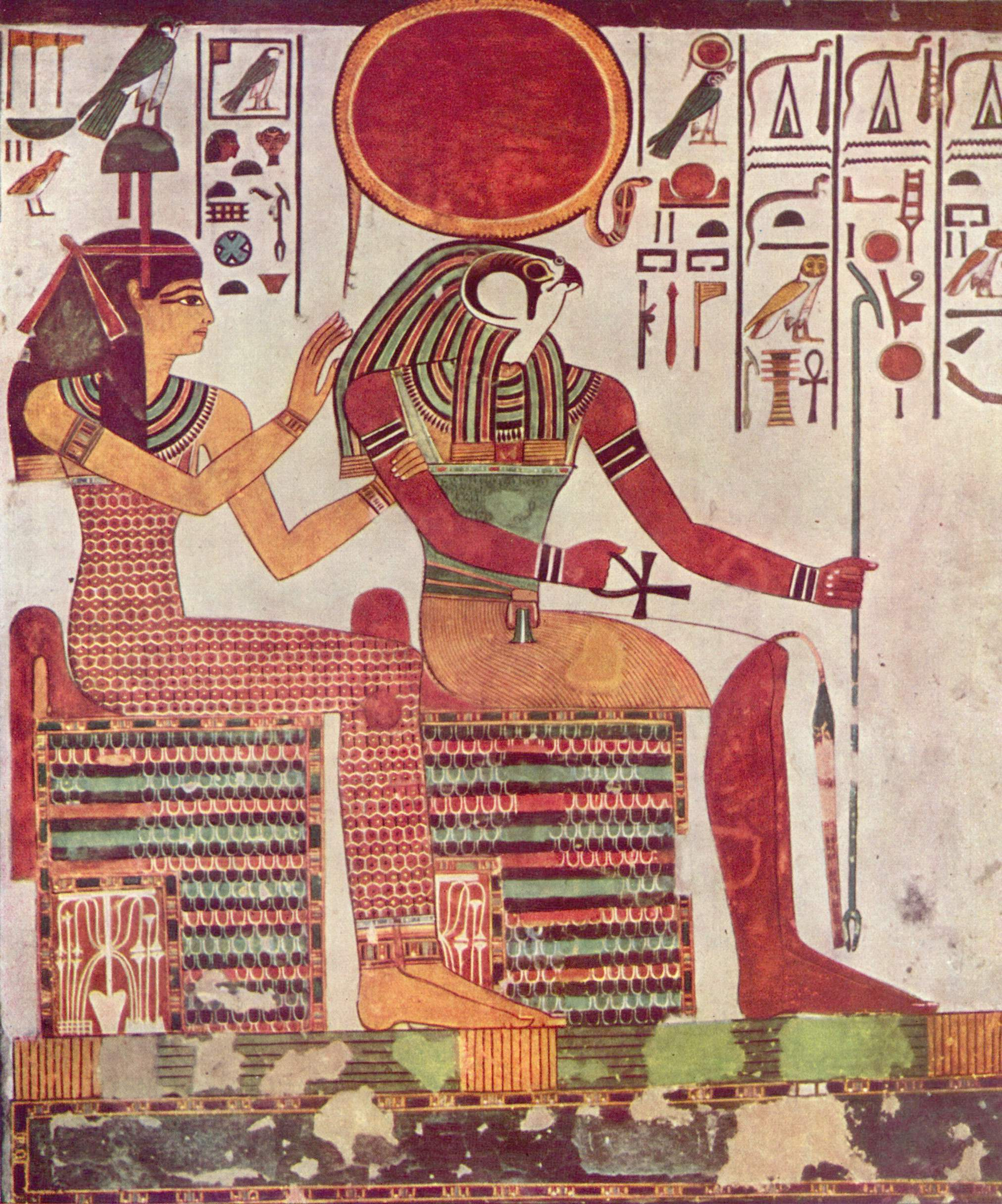
Бог Ра-Хорахти и богиня Хатхор
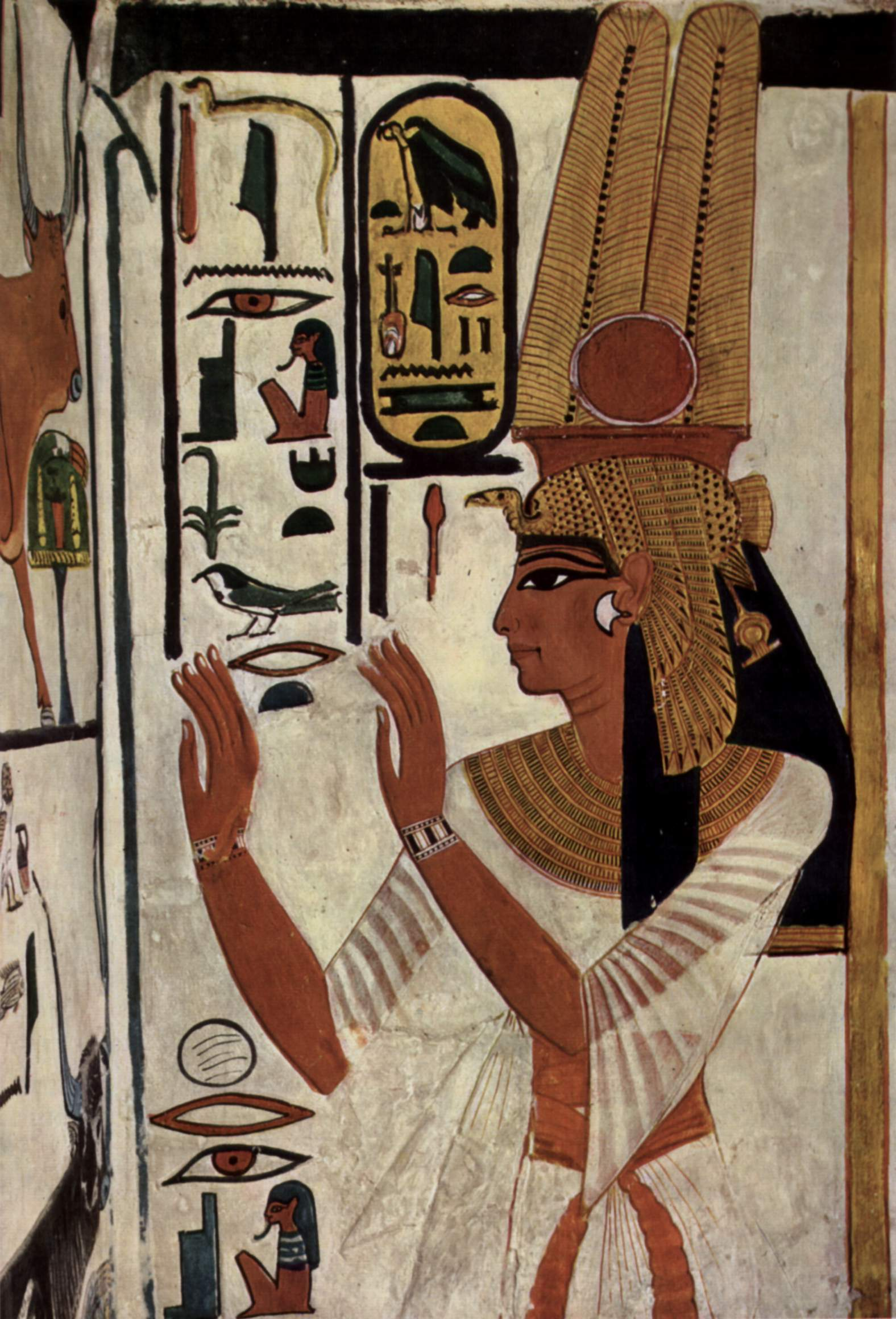
Нефертари возносит молитвы
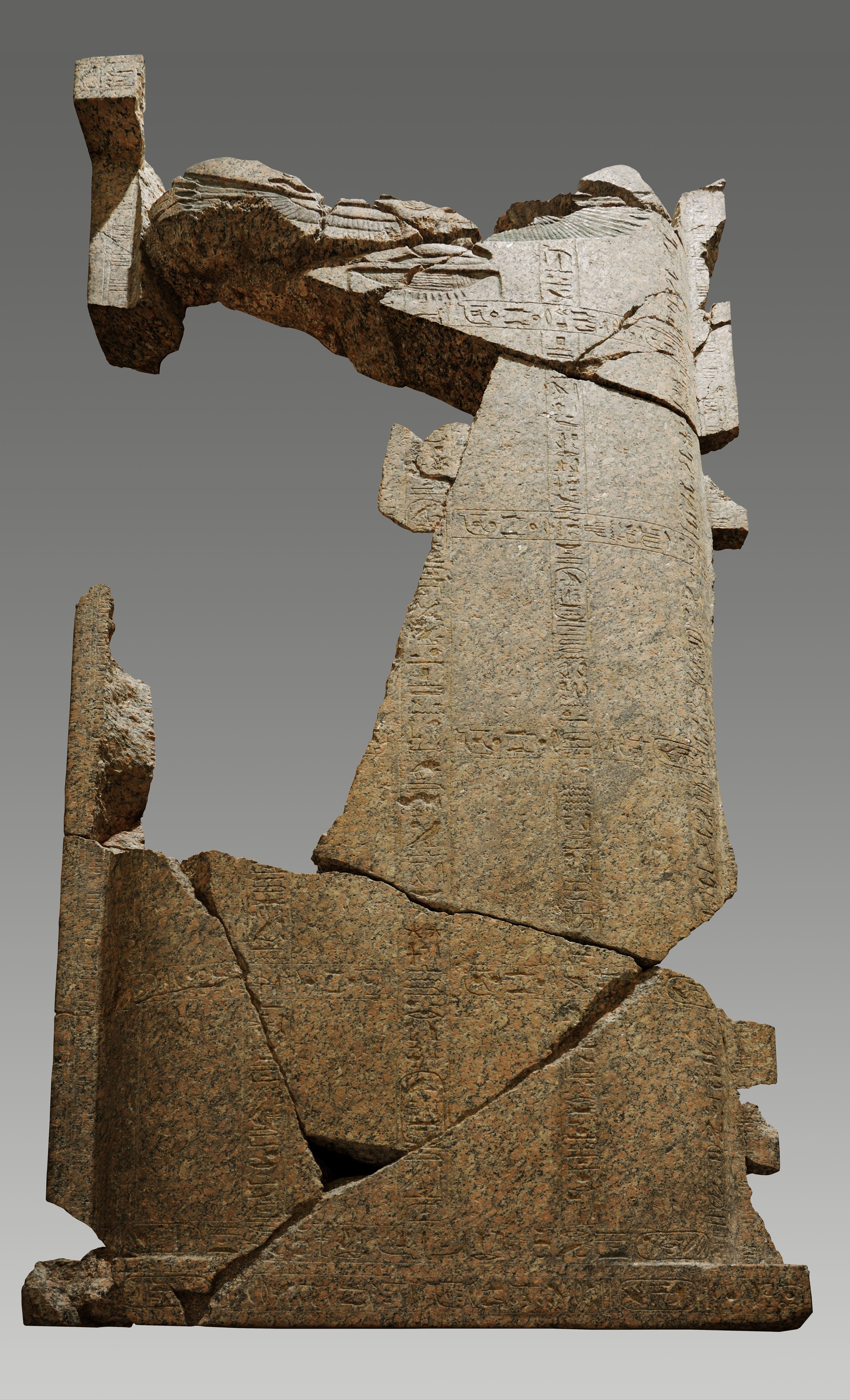
Крышка саркофага Нефертари выставлена в Туринском египетском музее
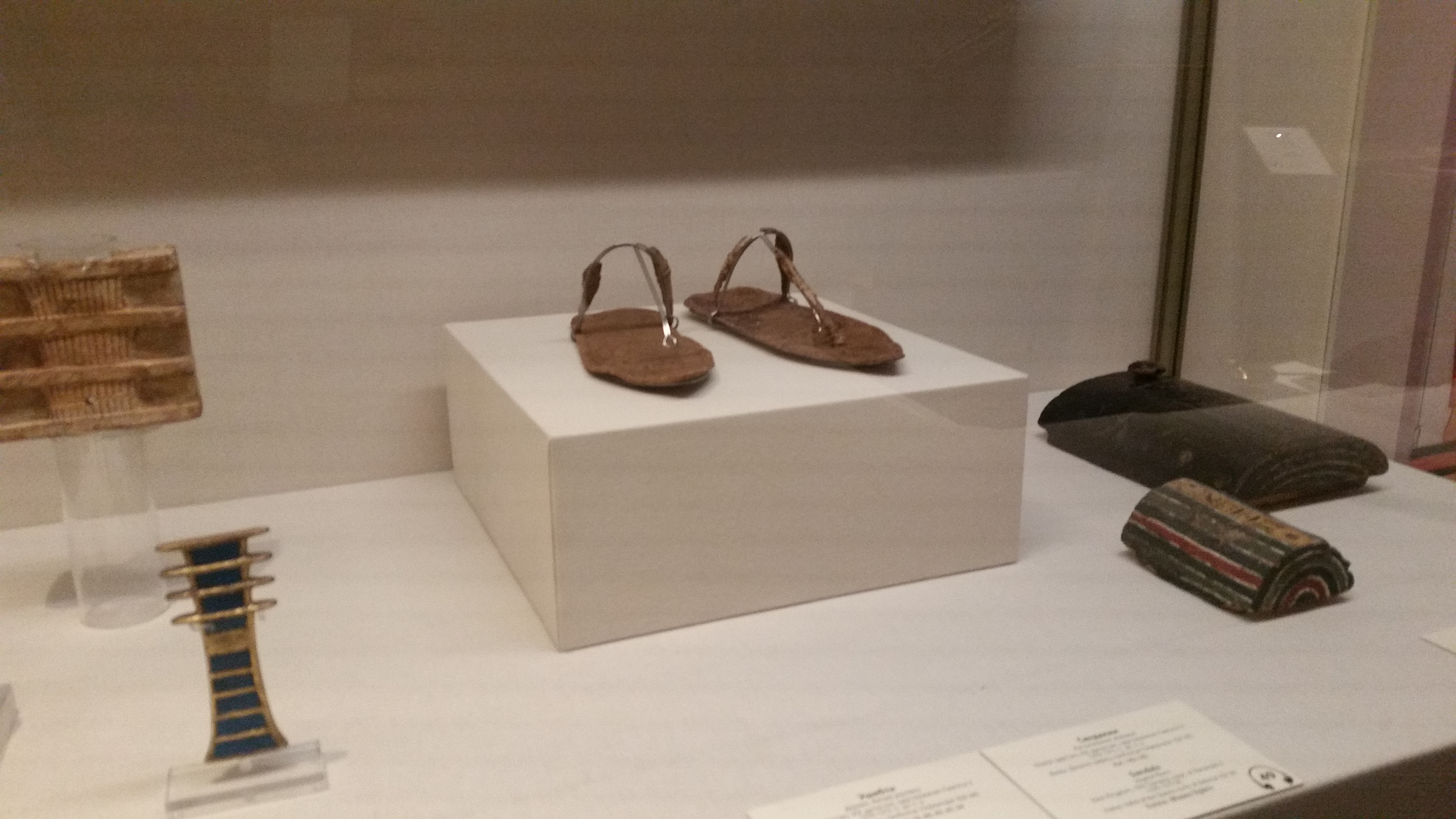
Предметы из гробницы
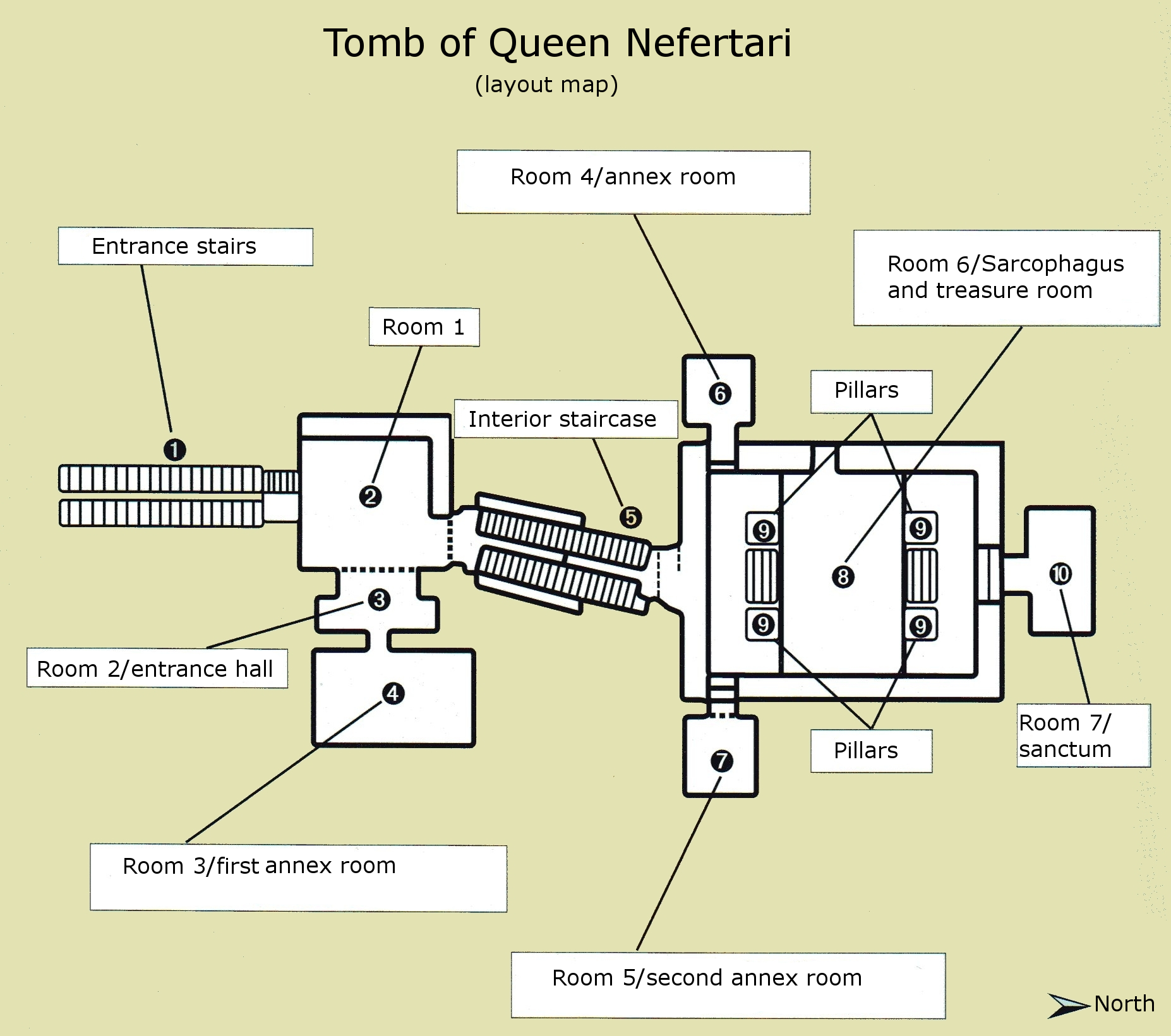
План QV66 (на англ. языке)

## В массовой культуре
- Вопрос реставрации гробницы лежит в основе сюжета компьютерной игры Нэнси Дрю «Усыпальница пропавшей королевы».